# 蔡慧珏
蔡慧珏（1980年—）是一名中国女子游泳运动员，主攻蝶泳项目。她在1996年亚特兰大夏季奥林匹克运动会中，参加了女子4×100米混合式接力比赛并获得铜牌。